# Ítalo Estupiñán
Ítalo Eugenio Estupiñán Martínez (Esmeraldas; 1 de enero de 1952-Toluca de Lerdo; 1 de marzo de 2016), conocido como Ítalo Estupiñán, fue un futbolista ecuatoriano. Jugaba como centro delantero. Ángel Fernández, una de las figuras de la narración futbolística mexicana, le puso el apodo "El Gato Salvaje".

## Biografía
Jugó en varios equipos de Ecuador y principalmente de México, donde fue considerado el mejor extranjero de la Liga por varios años. Fue de los primeros ecuatorianos en jugar en la Primera División Mexicana, y el primero en ser campeón en ese país.
Tras de retirarse del fútbol se mudó a Estados Unidos por una temporada y luego regresó a vivir a la Ciudad de México, posteriormente consiguió la nacionalidad mexicana. Estuvo en varios puestos vinculado al Club Deportivo Toluca, y manejó un negocio propio en Querétaro. También fue nombrado Encargado del Deporte en el Municipio de Ixtlahuaca. Fue coordinador de fútbol para los Diablos Rojos del Toluca y supervisor de escuelas de fútbol para el gobierno del Estado de México.

## Trayectoria
Empezó en 1970 en Macará. En 1972 pasa al El Nacional, donde destaca y juega dos Copas Libertadores.
En 1975 pasa al fútbol de México, primero estuvo en el Deportivo Toluca, en donde fue campeón en la temporada 1974-1975 cuando venció en la final a "Los Panzas Verdes" del León, 1 a 0, con un gol anotado por él de remate de cabeza, al ganarle el salto a Héctor Santoyo y vencer al portero Hugo Pineda. Este equipo era dirigido por el entrenador uruguayo Ricardo de León.
En 1978 va al Club América, luego en 1980 pasa al Atletas Campesinos y en 1982 al Puebla FC, permaneciendo en el balompié mexicano hasta 1983. Posteriormente esperó hasta 1986 para tener su carta pase y fichar con Emelec, donde jugó una temporada.

## Muerte
Falleció el 1 de marzo de 2016, de un infarto masivo y fulminante cuando se encontraba en una plaza comercial en la ciudad de Toluca, capital del Estado de México y a pesar de recibir atención médica, no pudo ser reanimado y fue declarado muerto.

## Selección nacional
Con la Selección de fútbol de Ecuador disputó 14 partidos y anotó 2 goles.

## Clubes
Jugó en los siguientes clubes:
| Equipo               | País    | Año       |
| -------------------- | ------- | --------- |
| Macará               | Ecuador | 1970-1972 |
| El Nacional          | Ecuador | 1972-1974 |
| Toluca               | México  | 1974-1977 |
| América              | México  | 1978-1979 |
| Universidad Católica | Ecuador | 1979-1980 |
| Atletas Campesinos   | México  | 1980-1981 |
| Puebla               | México  | 1981-1983 |
| Emelec               | Ecuador | 1986      |

## Palmarés

### Títulos nacionales
| Título              | Equipo      | País    | Año     |
| ------------------- | ----------- | ------- | ------- |
| Campeonato Nacional | El Nacional | Ecuador | 1973    |
| Primera División    | Toluca      | México  | 1974-75 |
| Primera División    | Puebla      | México  | 1982-83 |

### Títulos internacionales
| Título              | Equipo  | País   | Año  |
| ------------------- | ------- | ------ | ---- |
| Copa Interamericana | América | México | 1978 |

### Distinciones individuales
| Distinción                                     | Año  |
| ---------------------------------------------- | ---- |
| Mejor jugador de la Primera División de México | 1975 |